# 刑罰
刑罰（、英: penalty）とは、形式的には、犯罪に対する法的効果として、国家などによって罪を犯した者に科せられる一定の法益の剥奪をいう。その実質的意義は犯罪に対する国家的応報であるとともに、一般予防と特別予防をも目的とする。広い意味では犯罪行為に科される。刑または刑事罰ともいう。

## 刑罰の本質
刑罰については、絶対主義、相対主義、併合主義の3つの立場がある。
絶対主義
刑罰は正義を回復するための道義的必要に基づく応報であり、犯罪を行ったから罰するものであるという立場を絶対主義という。絶対主義は絶対的応報刑論を内容としている（応報刑論を参照）。絶対的応報刑論の論者としてカントやヘーゲルがいる。
相対主義
刑罰の合目的性・有用性から刑罰は犯罪を行わせないために罰するものであるという立場を相対主義という。相対主義は目的刑論を内容としている（目的刑論を参照）。
相対主義には一般予防論と特別予防論がある。
一般予防論とは、刑罰は犯罪者を処罰することにより社会の一般人を威嚇し犯罪が発生することを抑止する目的をもつものであるという立場をいう。一般予防論は中世における不合理で残虐な刑罰を批判し、相対主義によって刑罰の合理化や緩和化を図ろうとしたもので、一般予防論の論者としてベッカリーアやフォイエルバッハがいる。
特別予防論とは、刑罰は犯罪者を処罰することにより犯罪者自身を改善するもので、それによって将来の犯罪を抑止する目的をもつものであるという立場をいう。特別予防論の論者としてリストやフェリーがいる。
併合主義
絶対主義と相対主義の両者を統合し、刑罰には正義の回復と合目的性のいずれも存在し、犯罪を行ったがゆえにかつ犯罪を行わせないために刑罰は存するという立場を併合主義という。
20世紀のヨーロッパ各国での刑法改正作業では応報刑論と目的刑論が対立していたが、応報刑論者も刑罰による犯罪者の改善の必要性を承認するようになったため併合主義が通説化した。

## 刑罰権
刑罰権とは、犯罪者を処罰できる権能であり、通常は犯罪者を処罰できる国家の権限を指す。刑罰権には、一般的刑罰権と個別的刑罰権がある。
- 一般的刑罰権と個別的刑罰権

一般的刑罰権とは犯罪が存在した場合に(通常は国家が)その犯罪を処罰する権能をいい、個別的刑罰権(刑罰請求権)とは具体的な犯罪に対して犯罪を行ったものを処罰できることをいう。
- 観念的刑罰権と現実的刑罰権

個別的刑罰権において、実際に刑罰を物理的に科すことができるためには、手続き（犯人をつかまえ、裁判を行い、それが確定すること）が必要である。そのため、個別的刑罰権を未確定な段階での観念的刑罰権（裁判における刑罰の適用）と、確定的な刑罰権たる現実的刑罰権（死刑、懲役など確定した刑罰の執行）に分けることができる。

## 刑罰の種類
刑罰はその剥奪する法益の種類によって、生命刑、身体刑、自由刑、財産刑、名誉刑に分類される。
生命刑
人の生命を奪う刑罰で死刑がこれにあたる。苦痛を与える残虐な方法として凌遅刑がある。
身体刑
人の身体に対して苦痛を与える刑罰。杖刑、笞刑、入れ墨をする黥刑、身体の一部を切り落とす肉刑・宮刑などがある。
自由刑
人の身体の自由を奪う刑罰。追放・居住制限・拘禁（懲役や禁錮など）を内容とする刑罰をいう。
追放刑は、一定区域への移動を禁じ、移動・居住の自由を奪う罰で、追放先で労役を科す場合もある。
財産刑
財産（財物・金銭）を奪う刑罰。罰金と科料と没収がこれにあたる。
名誉刑（資格制限刑）
人の名誉を奪う刑罰で公権の停止などがこれにあたる。
かつては生命刑や身体刑が刑罰の中心であったが、文明の発展とともに制限される傾向にあり、他方、国によっては社会奉仕命令などの立法も出現しており全体的には緩和化の傾向にあるとされる。

## 刑事手続における刑罰

### 日本
日本における現行法における刑罰は主刑と付加刑とに分けられる（刑法9条）。付加刑とは主刑の言渡しに付加してのみ言い渡すことができる刑罰を言う。
|        | 刑種           | 内容                                                                                                 | 分類         |
| ------ | -------------- | --- | ------------ |
| 主刑   | 死刑           | 刑事施設内において絞首（刑法第11条）                                                                 | 生命刑       |
| 主刑   | 拘禁刑         | 刑事施設に拘置して必要な作業を行わせ、または必要な指導を行う（刑法第12条）                           | 自由刑       |
| 主刑   | 罰金           | 原則一万円以上の財産刑（刑法第15条）                                                                 | 財産刑       |
| 主刑   | 拘留           | 一日以上三十日未満刑事施設に拘置する（刑法第16条）                                                   | 自由刑       |
| 主刑   | 科料           | 千円以上一万円未満の財産刑（刑法第17条）                                                             | 財産刑       |
| 主刑   | （労役場留置） | 罰金・科料を完納することができない者は一定期間労役場に留置する（刑法第18条）                         | （換刑処分） |
| 付加刑 | 没収           | 一定の物件の没収（刑法第19条）                                                                       | 財産刑       |
| 付加刑 | （追徴）       | 没収物件の全部又は一部を没収することができない場合、 その価額を追徴することができる（刑法第19条の2） |              |

主刑の軽重は上に掲げる順序による。（同法10条1項）。
これらの刑種は、死刑を別として、拘禁刑・拘留を自由刑、罰金・科料・没収を財産刑と大きく分類される。なお、罰金または科料を完納することができない場合には、労役場に留置されることとなる。
なお、比較的軽度の刑罰に対しては、刑の執行を1年以上5年以下の期間猶予し、その間犯罪を犯さないなどの条件を満たす場合には刑の言い渡しの効力を失わせる執行猶予という制度が設けられている。執行猶予は3年以下の拘禁刑、50万円以下の罰金に対して付すことが可能であり、これによって、短期の自由刑については、刑事施設内での処遇の弊害を回避しつつ、社会内で一定の心理的強制力を対象者に及ぼしつつ更生を図らせることが期待されている。これに対して執行猶予が付されない場合は俗に実刑と呼ばれる。
懲役と禁錮を一本化し新しい刑罰として拘禁刑の導入が検討され，1907年に現行刑法が定められて以来初めて刑罰の種類が変更されることになった
。
拘禁刑を創設する改正刑法は2022年6月に成立し、2025年6月1日に施行した。

### 韓国
韓国の刑法では9種の刑罰が定められている（韓国刑法41条）。
1. 死刑
2. 懲役
3. 禁錮
4. 資格喪失
5. 資格停止
6. 罰金
7. 拘留
8. 科料
9. 没収

### 国際刑事裁判所
国際刑事裁判所（ICC）の刑事手続には死刑はなく最高刑は終身刑である。ヨーロッパ諸国は死刑を認めるべきでないとの立場に立っていたのに対し、主にアラブ諸国は最も重大な犯罪であるにもかかわらず死刑を科さないことに反対があったため、国際刑事裁判所に関するローマ規程第80条は各国の国内法に定める刑罰の適用を妨げるものではないことを特に規定している。
刑罰の種類は主刑としての自由刑と付加刑としての財産刑である。自由刑として「最長三十年を超えない特定の年数の拘禁刑」及び「犯罪の極度の重大さ及び当該有罪の判決を受けた者の個別の事情によって正当化されるときは終身の拘禁刑」が定められている（国際刑事裁判所に関するローマ規程第77条1）。また財産刑には「手続及び証拠に関する規則に定める基準に基づく罰金」及び「直接又は間接に生じた収益、財産及び資産の没収」（善意の第三者の権利を害することのないように行うことが条件）が定められている（国際刑事裁判所に関するローマ規程第77条2）。
国際刑事裁判所は独自の刑事施設を有していないため刑の執行について各国の協力を得る必要がある。
拘禁刑の執行については、刑を言い渡された者を受け入れる意思を裁判所に対して明らかにした国の一覧表の中から国際刑事裁判所が指定する国において執行されるが、指定がなされない場合には接受国（オランダ）が提供する刑務所において執行される（国際刑事裁判所に関するローマ規程第103条）。
罰金及び没収の執行については、国際刑事裁判所の命令に基づき、締約国の国内法の手続に従って執行される。

## 厳罰化問題
犯罪が増加した場合、または抑止効果を狙って、死刑の適用、懲役・禁錮の年数増加など刑を重くすること（厳罰化）が行われることがある。つまり、ルールを破った者、罪を犯した者への対応として、教育することと、制裁を加えることのバランスにおいて、後者により重きを置くのである。
厳罰化は立法による場合（法定刑の引き上げ）、行政による場合（求刑の引き上げ）、司法による場合（量刑の引き上げ）によってなされる。厳罰化には、犯罪に対するより厳格な報復を望む被害者・遺族および世論の要望に応える目的や、社会感情を鎮めること、社会秩序の維持、国家や警察・検察機関の体面の維持などが挙げられる、さまざまな社会的要因が関係する。
犯罪報道の過熱化と厳罰化とは密接な関係が指摘されている。日本では、1995年のオウム真理教事件、1997年の神戸連続児童殺傷事件を発端にして、ワイドショー番組でも盛んに事件報道が行われるようになった。
ワイドショーで視聴率の取りやすい報道は、あからさまに恐怖を煽ったり、犯人の残虐性を強調したり、被害者の悲しみや怒りを情緒的に伝える報道であり、報道番組の事実解明重視型の報道とは大きく異なるものとなった。このことにより、データとはかけ離れた感覚での社会不安が高まった（モラル・パニック、体感治安の悪化）。
例としては、殺人罪の法定刑が、「死刑又は無期若しくは3年以上の懲役」から「死刑又は無期若しくは5年以上の懲役」に引き上げられた。

### 歴史的観点による考察
孔子は史記において、法令によって民を導き、刑罰によって民を統制しようとすると、民は法令や刑罰の裏を潜る事だけを考え、悪を恥じる心を持たなくなるといい、道徳によって民を導き、礼儀によって民を統制すれば民には悪を恥じる心が育ち、正しい道を踏み行うようになる。更に史記では老子によると、高い德を具えた人は自分を有徳者だとは意識しないため、德が身に付き、つまらない德しか具えていない人は自分の德を誇示しようとするため、德が身に付かないといい、法律や禁令は整備されるほど盗賊が増えるという。同様に史記において、太史公は前述の孔子と老子の言葉に賛同し、法令は世を治める道具であり、政治の好し悪しを決定する根源ではないという。